# Bastiaan de Langeplaat
De Bastiaan de Langeplaat is een onbewoond eiland gelegen in het Veerse Meer in de Nederlandse provincie Zeeland. Het eiland heeft een L-vorm en is 8 hectare groot. Het bestaat uit weidegebied maar er is ook bebossing. Er zijn vier aanlegsteigers. Het eilandje ligt westelijk van het recreatiegebied De Piet en eiland Spieringplaat.
De Bastiaan de Langeplaat is net als de buureilandjes Spieringplaat en Zandkreekplaat vrij toegankelijk voor bezoekers. De maximale tijd aan een ligplaats is 24 uur.